# Nankaidō
Nankaidō (南海道?  literalmente, "región del mar del sur") es un término geográfico japonés. Significa tanto una antigua división del país como la carretera principal que lo atraviesa.  La carretera conecta las capitales de provincia de la región. Era parte del sistema Gokishichidō.
El Nankaidō abarca las tierras provinciales pre-Meiji de Kii y Awaji, más las cuatro provincias que conformaban la isla de Shikoku: Awa, Sanuki, Tosa y Iyo.
El camino se extiende desde Nara por la costa hacia el sur en la península de Kii de la isla de Honshū de Japón y cruzando el mar, se extendía a Yura (hoy en día Sumoto) y luego Shikoku.